# Parcoblatta caudelli
Parcoblatta caudelli är en kackerlacksart som beskrevs av Morgan Hebard 1917. Parcoblatta caudelli ingår i släktet Parcoblatta och familjen småkackerlackor. Inga underarter finns listade i Catalogue of Life.